# Inverness Caledonian Thistle FC
Inverness Caledonian Thistle F.C. (normalt bare kendt som Inverness Caledonian Thistle) er en skotsk fodboldklub fra byen Inverness. Klubben spiller i landets næstbedste liga, den skotske 1. division, og har hjemmebane på Caledonian Stadium. Klubben blev grundlagt den i 1994 under navnet Caledonian Thistle.

## Historiske slutplaceringer
| Sæson       | Niveau | Liga         | Placering | Kilde  |
| ----------- | ------ | ------------ | --------- | ------ |
| 2010.—2011. | 1.     | Premiership  | 7.        | [ 1 ]  |
| 2011.—2012. | 1.     | Premiership  | 10.       | [ 2 ]  |
| 2012.—2013. | 1.     | Premiership  | 4.        | [ 3 ]  |
| 2013.—2014. | 1.     | Premiership  | 5.        | [ 4 ]  |
| 2014.—2015. | 1.     | Premiership  | 3.        | [ 5 ]  |
| 2015.—2016. | 1.     | Premiership  | 7.        | [ 6 ]  |
| 2016.—2017. | 1.     | Premiership  | 12.       | [ 7 ]  |
| 2017.—2018. | 2.     | Championship | 5.        | [ 8 ]  |
| 2018.—2019. | 2.     | Championship | 3.        | [ 9 ]  |
| 2019.—2020. | 2.     | Championship | 2.        | [ 10 ] |
| 2020.—2021. | 2.     | Championship | 3.        | [ 11 ] |